# Symeon Nový Teolog
Svatý Symeon Nový Teolog (949 Galacie – 1022) (řecky: Συμεὼν ὁ Νέος Θεολόγος) byl byzantský mnich, mystik a autor duchovní literatury. Katolická i pravoslavné církve jej uctívají jako svatého a přiřkly mu označení "teolog" pro jeho mystickou zkušenost sjednocení s Bohem. Přídomek „Nový“ je zřejmě použit ve srovnání s Janem, ale i pro novost učení.

## Život

### Mládí
Narodil se v roce 949 v Galacii do urozené byzantské rodiny. Pro své nadání byl v jedenácti letech doporučen ke studiu v Konstantinopoli, kde se jeho rodina těšila přízni u císařského dvora. Život ve velkoměstě ho však nenaplňoval, začal číst duchovní literaturu a hledal někoho, kdo by mu pomohl překonat vnitřní zmatek a pochyby na cestě k Bohu. Nakonec našel oporu v osobě Symeona, mnicha ze studijského kláštera, kterého přijal za svého duchovního otce. Pod jeho vedením se začal věnovat životu modlitby a askezi a zatoužil vstoupit do kláštera. Jeho duchovní otec ho však požádal, aby se vstupem prozatím vyčkal. Až do svých 27 let se tedy Symeon přes den věnuje správě domu jedné z aristokratických rodin, v noci pak dlouho bdí a modlí se. Vliv na něj měla četba Duchovního zákona Marka Mnicha (označován někdy též jako Marek Asketa). V tomto období poprvé zakouší Boha jako oslnivé světlo. I přesto tento silný zážitek u něj však stále přetrvává jistá náklonnost k světskému stylu života.
Po vstupu do studijského kláštera v sedmadvaceti letech začal vést mnišský způsob života pod vedením svého starce, který však nebyl představeným kláštera, ba ani neměl kněžské svěcení. Tato poslušnost, která vybočovala z hierarchického uspořádání kláštera, a Symeonova horlivost v askezi způsobily napětí mezi ním a ostatními mnichy včetně představených. Byl vybídnut, aby přerušil kontakt se svým duchovním otcem, což odmítl a musel odejít ze studijského kláštera. Podle rady starce Symeona vstoupil do blízkého kláštera sv. Mamanta, který byl v té době v úpadku jak materiálně, tak duchovně. Po třech letech složil mnišské sliby, byl vysvěcen na kněze a dokonce zvolen představeným kláštera. Ve funkci setrvá dalších 25 let, během kterých přitáhne mnoho dalších mnichů díky svému učení a pověsti svatosti.

### Opat
Ne všichni však sdíleli Symeonovu zbožnou horlivost. Někteří kritizovali jeho snahy o reformu byzantských klášterů, ve kterých mniši shromažďovali majetek, velké množství knih a umění. Symeon ve svých spisech vyzývá kláštery, aby se vrátily k původní roli, jakou sehrávaly v dobách rané církve, a mnichy nabádá k prostému životu askeze, neustálé modlitbě a čistotě srdce. Přísná disciplína způsobila i v jeho domovském klášteře určitou nelibost, napětí vyvolával i jiný přístup k duchovnímu životu. Někteří považovali jeho důraz na mystickou zkušenost za příliš radikální.
Patnáct let po jeho zvolení opatem situace zašla tak daleko, že jednoho rána se skupina mnichů vzbouřila proti Symeonovi, rebelie se však nezdařila a vzbouřenci opustili klášter. Tito mniši hledali oporu u patriarchy, ten se však postavil na stranu Symeona a skupinu vykázal do exilu. Přesto se jich Symeon zastal a žádal o dovolení k jejich návratu.
Problematičtějším se stal spor s bývalým metropolitou Nikomédie a tehdejším význačným teologem Štěpánem. Štěpán vyčítal Symeonovi příliš velkou úctu k již zemřelému starci Symeonu Studijskému, ačkoli nebyl oficiálně uznaným světcem. Pro Symeona však svatost jeho duchovního otce byla natolik zřejmá, že nepotřebovala oficiální uznání. Dalším sporným bodem byla například otázka možnosti přímého zakoušení Boha. Symeon ve svých Katechezích píše: „Podívejte, ti, o nichž mluvím a které nazývám heretiky, říkají, že v naší době není mezi námi nikdo, kdo by mohl zachovávat evangelní přikázání a žít jako svatí otcové, ve víře a praxi (...) v hluboké kontemplaci, vidět Boha, což se děje v osvícení, v přijetí Ducha svatého (...). Kdo říkají, že je to nemožné, to není jen jedna z herezí, ale všechny zároveň.“

### Exil a smrt
Spor mezi Štěpánem a Symeonem se táhl několik let a skončil Symeonovým nuceným exilem poblíž města Chrýsopolis na asijské straně Bosporu. Spolu s některými svými žáky vybudoval nový klášter svaté Makriny a žil v něm až do své smrti, ačkoli církevní trest mu byl odejmut. V tomto posledním období života napsal některé ze svých spisů, pokračoval v projevování úcty Symeonu Studijskému a byl vyhledávanou duchovní autoritou.